# Luigi
Pour les articles homonymes, voir luigi (homonymie).
Luigi (ルイージ, Ruīji) est un personnage de jeu vidéo, frère de Mario dans la série de jeux vidéo du même nom. Il apparaît pour la première fois en 1983 dans Mario Bros. sur Game and Watch en tant que frère jumeau de Mario, deux ans après la première apparition de ce dernier dans Donkey Kong en 1981.
Également plombier, Luigi est très semblable physiquement à Mario. Initialement, il se distingue uniquement par ses vêtements verts, en opposition au rouge de Mario, mais adopte par la suite des particularités plus marquées telles qu'une taille plus importante ou une façon différente de se mouvoir, qui collent généralement avec son caractère naïf et maladroit voulu par Nintendo.
Bien que cantonné aux seconds rôles à ses débuts, le personnage fait petit à petit l'objet de jeux à part entière, à commencer par Luigi's Mansion, sorti pour le lancement de la GameCube en 2001.

## Histoire

### De clone de Mario à personnage à part entière
Il apparaît pour la première fois sous la forme d'un palette swap dans Mario Bros. sur Game and Watch en mars 1983.
Le choix de Mario comme nom du personnage principal ne découle visiblement pas d'un emprunt à l'Italie. Selon un collaborateur de Shigeru Miyamoto, Mario serait une réduction de « Marionnette », le genre d'abréviation de mot d'origine occidentale typique au Japon. Toutefois, l'homonymie a inévitablement entraîné un rattachement à des origines italiennes pour le personnage lorsque le jeu a débarqué dans nos contrées. Selon Shigeru Miyamoto, il fallait donc que le frère de Mario suive le mouvement, et sa connaissance de nombreux designers italiens avec ce prénom l'ont fait penché pour le prénom de Luigi. Au-delà de la simple évocation d'un prénom italien, Luigi pourrait lui aussi être rattaché au Japon ; écrit ruiji [類似(るいじ)] en japonais, il peut signifier, en fonction des idéogrammes attribués, « le type similaire » ou « le clone » (de « rui » signifiant « ressemblance » et « ji » abréviation d'« o-jisan», qui signifie « le type »,.
On retrouve également Luigi alias frère de Mario dans ce jeu Wrecking Crew.
Longtemps visuellement identique à Mario, l'identité de Luigi s'affirme dans Super Mario Bros. 2 japonais (connu en Europe et aux États-Unis sous le nom de Lost Levels), et surtout dans Super Mario Bros. 2 dit "USA" (le volet sorti en occident à la place de Lost Levels). Luigi y apparaît comme un héros fantasque, gauche mais aux capacités de saut supérieures à celles de Mario. Surtout, et pour la première fois dans la série, l'apparence de Luigi y est différente de celle de Mario. Il est plus grand que son frère mais moins gros.

### La concurrence d'autres personnages de Nintendo
Luigi connaîtra un passage à vide durant les années 1990. Il redevient « pixellement » identique (à l'exception près de la couleur de la casquette et d'une partie de la salopette (vert pour Luigi et rouge pour Mario) à Mario dans Super Mario Bros. 3, et se trouve relégué au second plan à la suite de l'émergence de nouveaux héros Nintendo, notamment Donkey Kong, Wario et Yoshi. Devenu personnage très secondaire, il sera ainsi absent du jeu Super Mario RPG (mais présent dans le générique de fin et en cameo), et sera écarté de Super Mario 64. À ce sujet, Luigi est au centre de rumeurs affirmant qu'il est possible de l'apercevoir dans le jeu, ce qui n'a jamais été confirmé. Nintendo a par ailleurs infirmé clairement sa présence ainsi que l'ensemble des astuces pour le débloquer en tant que personnage jouable (si ce n'est la possibilité d'utiliser un code de triche pour changer les couleurs des habits de Mario). La firme rectifiera le tir en intégrant Luigi en tant que personnage jouable dans le remake sur Nintendo DS de Super Mario 64 (Super Mario 64 DS).

### Le retour au premier plan
Nintendo envisagea longtemps de ne cantonner Luigi qu'à des rôles de personnages annexes dans les jeux multijoueur comme Mario Kart, Mario Party ou encore Mario Tennis. C'était sans compter le soutien de ses fans inconditionnels, que l'entreprise finira par entendre.
Nintendo fera ainsi de Luigi la mascotte du lancement de la GameCube, avec la sortie du jeu Luigi's Mansion. Dans ce jeu, Luigi doit sauver son frère Mario prisonnier d'un manoir rempli de fantômes, armé de l'Ectoblast 3000, un aspirateur à fantômes conçu par le professeur K. Tastroff.
Luigi est également un personnage jouable du jeu de plates-formes Super Mario Galaxy, après avoir obtenu les 120 étoiles avec Mario.
Il apparaît en tant que personnage principal dans cinq jeux au total : Luigi's Mansion, sorti en 2001, Mario Is Missing! paru des années plus tôt, New Super Luigi U en 2012-2013 sur Wii U, Luigi's Mansion 2 en 2013 sur Nintendo 3DS et Luigi's Mansion 3 en 2019 sur Nintendo Switch, ce dernier jeu représentant sa plus récente apparition en tant que personnage de premier plan.

### Année de Luigi
Nintendo a annoncé dans une présentation Nintendo Direct et dans une vidéo sur YouTube que l'année 2013 est l'« année de Luigi » car cette année était celle de ses 30 ans ; plusieurs jeux où il est l'un/le des personnages principaux ont été annoncés :
| Jeu                                            | Console                                    | Date de sortie                                     | Notes |
| ---------------------------------------------- | ------------------------------------------ | -------------------------------------------------- | --- |
| Luigi's Mansion 2                              | Nintendo 3DS Nintendo eShop (3DS).         | 20 mars 2013                                       | Suite de Luigi's Mansion sorti en 2001 sur la GameCube.                                                   |
| New Super Luigi U                              | Nintendo eShop (Wii U) Wii U.              | 20 juin 2013 (eShop) 26 juillet 2013 (Wii U)       | Il est impossible de jouer avec Mario, mais il est possible de jouer avec Carrotin.                       |
| Mario and Luigi: Dream Team Bros.              | Nintendo 3DS Nintendo eShop (3DS)          | 12 juillet 2013                                    | Quatrième opus de la série Mario and Luigi Le jeu se déroule dans un rêve de Luigi.                       |
| Mario Golf: World Tour                         | Nintendo 3DS Nintendo eShop (3DS)          | 2 mai 2014                                         | Nouvel opus de la série Mario Golf.                                                                       |
| Super Smash Bros. for Nintendo 3DS / for Wii U | Wii U et Nintendo 3DS Nintendo eShop (3DS) | 13 septembre 2014 (3DS) / 21 novembre 2014 (Wii U) | Quatrième opus de la série Super Smash Bros., il sera un des personnages jouables comme dans chaque opus. |
| Mario Bros.                                    | Console virtuelle (Wii U)                  | 20 juin 2013                                       | Portage du jeu Mario Bros. initialement sorti sur Arcade.                                                 |
| Super Mario Bros.                              | Console virtuelle (3DS)                    | 1er septembre 2013                                 | Portage du jeu Super Mario Bros. initialement sorti sur NES.                                              |
| Super Mario Bros.: The Lost Levels             | Console virtuelle (Wii U)                  | 14 septembre 2013                                  | Portage du jeu Super Mario Bros.: The Lost Levels initialement sorti sur Famicom Disk System.             |
| Super Mario Bros. 2                            | Console virtuelle (3DS)                    | 7 août 2013                                        | Portage du jeu Super Mario Bros. 2 initialement sorti sur NES.                                            |
| NES Open Tournament Golf                       | Console virtuelle (3DS)                    | 1er septembre 2013                                 | Portage du jeu NES Open Tournament initialement sorti sur NES.                                            |
| Mario and Yoshi                                | Console virtuelle (Wii U)                  | 13 juin 2013                                       | Portage du jeu Mario and Yoshi initialement sorti sur NES.                                                |
| Super Mario World                              | Console virtuelle (Wii U)                  | 27 avril 2013                                      | Portage du jeu Super Mario World initialement sorti sur SNES.                                             |

## Caractéristiques

### Aspect physique
Dans Super Mario Bros., sa chemise est verte, tandis que sa casquette et sa salopette sont blanches (cette combinaison de couleurs sera utilisée par la suite pour son costume de Fleur de feu). Luigi est alors contrôlé par le deuxième joueur, devant attendre que le premier joueur (contrôlant Mario) meure pour commencer la partie. La couleur verte a été choisie pour le différencier de son frère et à cause de la mémoire limitée de la console. De ce fait la palette de couleurs pouvant apparaître à l'écran était restreinte. Le vert de Luigi est celui de la carapace des tortues dans le jeu.

### Capacités
Dans une part significative des jeux de la série Mario, Luigi est identique en tous points à son frère Mario. C'est le cas dans Mario Bros., Super Mario Bros., Super Mario Bros. 3, Super Mario World ou encore New Super Mario Bros..
Cependant, chaque fois qu'il a été possible de distinguer Luigi de Mario dans les jeux de plateformes, le plombier vert dispose de capacités de saut nettement supérieures à celles de son frère, mais se révèle plus difficile à contrôler (distance d'arrêt plus longue). C'est le cas dans Super Mario Bros.: The Lost Levels, Super Mario Bros. 2, Super Paper Mario, Super Mario Galaxy, Super Mario Galaxy 2, Super Mario 3D Land ou Super Mario 3D World.
Dans les jeux multi-joueurs, Luigi diffère assez souvent de Mario, bien que ses capacités demeurent généralement proches de celles de son frère. Dans Mario Kart DS, les karts de Luigi peuvent être plus portés vers la vitesse que vers la maniabilité. Luigi est également plus rapide que Mario dans Mario et Sonic aux Jeux olympiques. Il se trouve cependant de nombreux où les capacités de Luigi sont identiques à celles de Mario (Super Mario Kart, Mario Kart: Double Dash!! ou Mario Kart: Super Circuit). À l'inverse, il peut se révéler sensiblement différent de Mario à de rares occasions, comme dans la série Super Smash Bros., où dispose d'une palette de mouvements et de coups spéciaux propres. Luigi apparaît effectivement comme personnage caché dans Super Smash Bros., où ses capacités de saut dépassent celles de Mario, mais ses coups restent majoritairement basés sur ceux de Mario. Dans Super Smash Bros. Melee, il acquiert cependant de nouveaux coups, aussi les différences avec son frère sont désormais plus sensibles. Cependant, il sait faire à peu près les mêmes attaques que Mario. Les "boules de feu" de Luigi sont horizontales et vont moins loin que celles de Mario. Le "Super poing sauté" de Luigi inflige plus de dommage que celui de Mario seulement s'il est proche de l'ennemi. Il est le personnage du jeu qui "glisse le plus" au sol, contrairement à Mario qui est dans la moyenne dans ce jeu. Cela lui a permis d'être prisé par les joueurs avancés pour son "wave-dash", une technique avancée permettant de faire glisser rapidement un personnage au sol. Luigi apparaît aussi dans Super Smash Bros. Brawl. Son "Super poing sauté" donne moins de pièces que celui de Mario lorsqu'il est effectué dans les airs ou légèrement mais inflige plus de dommages lorsqu'il est effectué au sol. Dans le mode Emissaire Subspatial de Super Smash Bros. Brawl, Luigi tient un rôle mineur. Rapidement capturé par le Roi DaDiDou, il intervient vers la fin de l'histoire une fois libéré.
En fonction des jeux et donc des opportunités, Luigi est soit identique à Mario pour ne pas pénaliser ou avantager un joueur (comme dans New Super Mario Bros. Wii), soit différent, afin de proposer une alternative au gameplay traditionnel de Mario (comme dans Super Mario Galaxy pour les jeux à 1 joueur, ou Super Smash Bros. Brawl pour les jeux à possibilité multijoueur).

### La voix de Luigi
C'est l'acteur américain Charles Martinet, déjà doubleur de Mario, qui donne une de ses nombreuses voix à Luigi. Le juste ton de la voix de Luigi a cependant mis un peu de temps à s'affirmer. Dans la version japonaise de Mario Kart 64, (où Julien Bardakoff prête sa voix à Luigi à la place de Charles Martinet) elle est plus aigüe que celle de Mario, alors que dans les versions occidentales, elle est plus grave. La voix aigüe sera progressivement abandonnée au profit de la voix grave, qui souligne plus le caractère maladroit et mal assuré de Luigi. Cependant, dans Super Smash Bros. et Super Smash Bros. Melee Luigi a récupéré une voix aigüe faite avec des enregistrements de la voix de Mario dans Super Mario 64, mais cela s'explique certainement parce que le plombier vert y est un personnage caché (et donc moins "travaillé" que son frère Mario) alors que la version anglaise de Mario Kart 64 et Luigi's Mansion bénéficient de la voix grave que nous connaissons. Cette "anomalie" est surtout dû au fait que la plupart des voix du jeu sont directement reprises de précédents opus. Mais dans Super Smash Bros. Brawl, Charles Martinet refit la voix de Luigi pour la faire ressembler à celle de tous les autres jeux. La voix aiguë de Luigi revient une dernière fois dans Mario Kart: Super Circuit avant d'être définitivement abandonnée. Depuis le retrait de Charles Martinet en 2023, c'est désormais Kevin Afghani qui prête sa voix à Luigi et son frère. On peut par ailleurs l'entendre pour la toute première fois dans le jeu Super Mario Bros. Wonder.

### Bébé Luigi
Il s'agit de Luigi en bébé. Il est pratiquement toujours avec son grand frère Bébé Mario (comme dans Mario Kart: Double Dash!!), qui est peut-être là pour rassurer Bébé Luigi quand ce dernier a trop peur ou quand il pleure. Bébé Luigi se fait surtout remarquer par ses pleurs, comme dans Mario et Luigi : Les Frères du temps, où il pleure à plusieurs reprises. Cependant, il s'agit d'un bébé très mignon, gentil, rusé, joueur. Une citation de sa part dans Mario Kart: Double Dash!! : « Uh, Oh, Baby Weegie Time ! ».
Il fait sa première apparition dans Super Mario World 2: Yoshi's Island. Joueur de tennis dans Mario Tennis, conducteur ou copilote de kart dans Mario Kart: Double Dash!! ou héros dans Mario et Luigi : Les Frères du temps, il possède en lui de nombreux talents, comme celui du maniement du marteau. Il donne d'ailleurs le sien à Luigi et Bébé Mario donne le sien à Mario. On peut également le voir un court instant dans Yoshi Touch and Go accroché à une cigogne. Il apparait aussi dans Yoshi's Island DS puis dans Mario Kart Wii en tant que personnage à débloquer en débloquant un contre-la-montre « difficile » établi par les concepteurs sur 8 circuits.

### Rôle dans la série
Une rumeur ferait mention d'une histoire d'amour entre lui et la princesse Daisy, mais Nintendo reste flou. La biographie de la princesse Daisy dans Super Smash Bros. Melee évoque la rumeur, tout en restant évasive. Cette rumeur semble s'être confirmée dans Mario Kart Wii où l'on trouve sur le Circuit Daisy une statue de Luigi et Daisy en train de danser ensemble. Notez qu'une statue avec Bébé Luigi et Bébé Daisy évoque la même chose.
Depuis Mario Tennis, Luigi est également doté d'un rival, Waluigi, personnage très secondaire de l'univers Nintendo, qui symbolise le côté obscur du héros à la casquette verte, tout comme Wario qui s'oppose à Mario.
C'est un croupier hors pair dans Super Mario 64 DS et New Super Mario Bros.. On peut donc penser qu'il est un adepte du poker et d'autres jeux de hasard : il est donc possible qu'il travaille dans un casino.

## Apparitions

### SérieMario
Son « premier rôle » remonte au jeu Mario a disparu ! sorti en 1993 sur Super Nintendo. Toutefois c'était plus un jeu éducatif (géographique notamment) qu'autre chose. Il aura ensuite fallu attendre 2001 pour que Luigi soit la vedette de son propre jeu, Luigi's Mansion, sur la console GameCube, suivi d'un second opus en 2013 sur Nintendo 3DS, et d'un troisième volet sur Nintendo Switch en 2019. Également, il a été co-héros dans la série Mario and Luigi, commencée en 2003 sur Game Boy Advance.
Dans New Super Mario Bros. et New Super Mario Bros. 2, un code (L+R+A au moment de choisir son fichier) permet de jouer avec Luigi en mode 1 joueur à la place de Mario. Il peut être choisi par les deuxième, troisième ou quatrième joueur dans New Super Mario Bros. Wii et New Super Mario Bros. U et dans ces deux jeux, en mode 1 joueur, il est possible de faire appel à lui grâce à l'option "super guide". Un Luigi contrôlé par l'ordinateur prend alors la place de Mario, et montre ainsi au joueur comment traverser les pièges.
Il est également possible de le contrôler dans Super Mario Galaxy, après avoir récolté toutes les étoiles du jeu. Pour cela, il faut sélectionner Luigi quand on charge la partie. Luigi est indispensable au jeu quand on prend Mario puisqu'il lui permet de récolter un certain nombre de super étoiles. Au lieu de mettre Mario à la place de Luigi pour aider ce dernier devenu personnage principal, on trouve en fait un deuxième Luigi, qui s'étonnera d'ailleurs de se retrouver face à lui-même.
Il est également jouable dans Super Mario Galaxy 2. À la différence du premier volet, le joueur peut être amené à le contrôler pour quelques niveaux ponctuels, remplaçant ainsi Mario. De plus, une fois remporté l'affrontement final contre Bowser, il est ensuite possible de l'incarner à tout moment à la place de Mario.
Luigi apparaît également dans Super Mario 3D Land en tant que personnage jouable déblocable. Il est débloqué une fois le premier monde spécial achevé. À partir de là, le joueur peut switcher à tout moment entre Mario et Luigi en appuyant sur l'icône M ou L sur l'écran inférieur de la 3DS.
Luigi est de nouveau un personnage jouable dans Super Mario 3D World. Il conserve ses caractéristiques de Super Mario Bros. 2, à savoir, sauter plus haut et plus loin mais en ayant une traction plus faible.
Même si à l'origine, Luigi n'apparaissait pas dans Super Mario Odyssey, sa casquette et sa tenue pouvaient être achetées dans les boutiques Crazy Cap.
Luigi fut finalement ajouté au jeu en tant que PNJ lors d'une mise à jour, où il anime le mini-jeu Chasse aux Ballons de Luigi. Il est représenté avec un noeud papillon vert, avec un bagage sur son dos sur lequel des ballons sont accrochés, lui permettant de flotter.

### Autres jeux
Il apparaît dans les différents épisodes de la série Super Smash Bros. en tant que personnage à débloquer.

### Historique des apparitions
- 1983 : Mario Bros. - Arcade
- 1985 : Wrecking Crew - Nintendo Entertainment System
- 1985 : Super Mario Bros. - Nintendo Entertainment System, Famicom Disk System
- 1986 : Super Mario Bros.: The Lost Levels - Famicom Disk System, Super Nintendo
- 1988 : Super Mario Bros. 2 - Nintendo Entertainment System
- 1988 : Super Mario Bros. 3 - Nintendo Entertainment System
- 1989 : Tetris (caméo) - Nintendo Entertainment System, Game Boy
- 1990 : Super Mario World - Super Nintendo
- 1991 : NES Open Tournament Golf - NES
- 1991 : Mario and Yoshi - Game Boy, Nintendo Entertainment System
- 1992 : Mario Paint - Super Nintendo
- 1992 : Super Mario Kart - Super Nintendo
- 1992 : Mario a disparu ! - Super Nintendo, Nintendo Entertainment System et MS-DOS
- 1993 : Super Mario All-Stars - Super Nintendo
- 1993 : Mario and Wario - Super Nintendo
- 1994 : Hotel Mario - CD-i
- 1994 : Super Mario All-Stars and World - Super Nintendo
- 1995 : Mario's Tennis - Virtual Boy
- 1995 : Mario Clash - Virtual Boy (caméo)
- 1996 : Super Mario RPG: Legend of the Seven Stars - Super Nintendo (caméo)
- 1996 : Mario Kart 64 - Nintendo 64
- 1997 : Game and Watch Gallery - Game Boy
- 1997 : Game and Watch Gallery 2 - Game Boy & Game Boy Color
- 1998 : Mario Party - Nintendo 64
- 1999 : Super Smash Bros. - Nintendo 64
- 1999 : Game and Watch Gallery 3 - Game Boy Color
- 1999 : Super Mario Bros. Deluxe - Game Boy Color
- 1999 : Mario Golf - Nintendo 64 & Game Boy Color
- 1999 : Mario Party 2 - Nintendo 64
- 2000 : Mario Tennis - Nintendo 64 & Game Boy Color
- 2000 : Paper Mario - Nintendo 64
- 2000 : Mario Party 3 - Nintendo 64
- 2001 : Super Mario Advance - Game Boy Advance (réédition)
- 2001 : Mario Kart: Super Circuit - Game Boy Advance
- 2001 : Luigi's Mansion - GameCube
- 2001 : Super Smash Bros. Melee - GameCube
- 2001 : Super Mario World: Super Mario Advance 2 - Game Boy Advance (réédition)
- 2002 : Mario Party 4 - GameCube
- 2002 : Game and Watch Gallery 4 - Game Boy Advance (compilation)
- 2003 : Super Mario Advance 4: Super Mario Bros. 3 - Game Boy Advance (réédition)
- 2003 : Mario Golf: Toadstool Tour - GameCube
- 2003 : Mario Kart: Double Dash!! - GameCube
- 2003 : Mario Party 5 - GameCube
- 2003 : Mario and Luigi: Superstar Saga - Game Boy Advance
- 2004 : Mario Golf: Advance Tour - Game Boy Advance
- 2004 : Paper Mario : La Porte Millénaire - GameCube
- 2004 : Mario Power Tennis - GameCube
- 2004 : Mario Party 6 - GameCube
- 2004 : Super Mario 64 DS - Nintendo DS
- 2005 : Mario Party Advance - Game Boy Advance
- 2005 : Dancing Stage Mario Mix - GameCube
- 2005 : Mario Superstar Baseball - GameCube
- 2005 : Mario Tennis: Power Tour - Game Boy Advance
- 2005 : Mario Kart Arcade GP - Arcade
- 2005 : Super Princess Peach - DS
- 2005 : Mario Party 7 - GameCube
- 2005 : Mario Kart DS - DS
- 2005 : Mario Smash Football - GameCube
- 2005 : Mario et Luigi : Les Frères du temps - DS
- 2005 : NBA Street V3 - GameCube
- 2005 : SSX on Tour - GameCube
- 2006 : Tetris DS - DS
- 2006 : New Super Mario Bros. - DS
- 2006 : Mario Slam Basketball - DS
- 2007 : Mario Kart Arcade GP 2 - Arcade
- 2007 : Super Paper Mario - Wii
- 2007 : Mario Strikers Charged Football - Wii
- 2007 : Mario Party 8 - Wii
- 2007 : Super Mario Galaxy - Wii
- 2007 : Mario et Sonic aux Jeux olympiques - Wii & DS
- 2007 : Mario Party DS - Nintendo DS
- 2008 : Super Smash Bros. Brawl - Wii
- 2008 : Mario Kart Wii - Wii
- 2008 : Mario Super Sluggers - Wii
- 2009 : Mario et Luigi : Voyage au centre de Bowser - DS
- 2009 : Mario et Sonic aux Jeux olympiques d'hiver - Wii & DS
- 2009 : New Super Mario Bros. Wii - Wii
- 2010 : Super Mario Galaxy 2 - Wii
- 2010 : Mario Sports Mix - Wii
- 2011 : Super Mario 3D Land - Nintendo 3DS
- 2011 : Mario et Sonic aux Jeux olympiques de Londres 2012 - Wii et 3DS
- 2011 : Mario Kart 7 - 3DS
- 2011 : Course à la fortune - Wii
- 2012 : Mario Party 9 - Wii
- 2012 : Mario Tennis Open - 3DS
- 2012 : New Super Mario Bros. 2 - 3DS
- 2012 : Paper Mario: Sticker Star - 3DS
- 2012 : New Super Mario Bros. U - Wii U
- 2013 : Luigi's Mansion 2 - 3DS
- 2013 : New Super Luigi U - Wii U
- 2013 : Mario and Luigi: Dream Team Bros. - 3DS
- 2013 : Mario Kart Arcade GP DX - Arcade
- 2013 : Mario et Sonic aux Jeux olympiques d'hiver de Sotchi 2014 - Wii U
- 2013 : Super Mario 3D World - Wii U
- 2013 : Mario Party: Island Tour - 3DS
- 2013 : Dr. Luigi - Wii U
- 2014 : Mario Golf: World Tour - 3DS
- 2014 : Mario Kart 8 - Wii U
- 2014 : Super Smash Bros. for Nintendo 3DS / for Wii U - 3DS et Wii U
- 2015 : Mario Party 10 - Wii U
- 2015 : Puzzle and Dragons: Super Mario Bros. Edition - 3DS
- 2015 : Dr. Mario: Miracle Cure - 3DS
- 2015 : Super Mario Maker - Wii U
- 2015 : Mario Tennis: Ultra Smash - Wii U
- 2015 : Mario & Luigi: Paper Jam Bros. - 3DS
- 2016 : Mario et Sonic aux Jeux olympiques de Rio 2016 - 3DS, Wii U
- 2016 : Mario Party: Star Rush - 3DS
- 2016 : Paper Mario: Color Splash - Wii U
- 2016 : Super Mario Run - Android et iOS
- 2017 : Mario Sports Superstars - 3DS
- 2017 : Mario Kart 8 Deluxe - Switch
- 2017 : Mario + The Lapins Crétins: Kingdom Battle - Switch
- 2017 : Mario and Luigi: Superstar Saga + Les Sbires de Bowser. - 3DS
- 2017 : Super Mario Odyssey - Switch
- 2017 : Mario Party: The Top 100 - 3DS
- 2018 : Mario Tennis Aces - Switch
- 2018 : Super Mario Party - Switch
- 2018 : Luigi's Mansion - 3DS
- 2018 : Super Smash Bros. Ultimate - Switch
- 2018 : Mario et Luigi : Voyage au centre de Bowser + L'épopée de Bowser Jr. - 3DS
- 2019 : New Super Mario Bros. U Deluxe - Switch
- 2019 : Super Mario Maker 2 - Switch
- 2019 : Dr. Mario World - Android et iOS
- 2019 : Mario Kart Tour - iOS et Android
- 2019 : Luigi's Mansion 3 - Switch
- 2019 : Mario et Sonic aux Jeux olympiques de Tokyo 2020 - Switch
- 2020 : Paper Mario: The Origami King - Switch
- 2020 : Super Mario 3D All-Stars - Switch
- 2020 : Super Mario Bros. 35 - Switch
- 2020 : Mario Kart Live: Home Circuit - Switch
- 2021 : Super Mario 3D World + Bowser's Fury - Switch
- 2021 : Mario Golf: Super Rush - Switch
- 2021 : Mario Party Superstars - Switch
- 2022 : Mario Strikers: Battle League Football - Switch
- 2022 : Mario + The Lapins Crétins: Sparks of Hope - Switch
- 2023 : Super Mario Bros. Wonder - Switch
- 2023 : Super Mario RPG: Legend of the Seven Stars - Switch (caméo)
- 2024 : Paper Mario : La Porte Millénaire - Switch
- 2024 : Luigi's Mansion 2 HD - Switch
- 2024 : Super Mario Party Jamboree - Switch
- 2024 : Mario et Luigi : L'Épopée fraternelle - Switch
- 2025 : Mario Kart World - Switch 2

### Autres médias
- Luigi apparait dans le 11e épisode de la saison 7 des Simpson, Marge et son petit voleur; il s'agit en fait d'une illusion dans l'esprit de Bart. Accompagné de Mario, Donkey Kong et Sonic, il l'incite à faire du vol à l'étalage afin de s'approprier un jeu vidéo.
- En 2011, dans Les Guignols de l'info, il apparaît avec son frère dans le but de réparer la centrale de Fukushima d'abord optimistes mais qui se retrouve en difficulté[réf. nécessaire].
- Il apparaît aussi dans les dessins animés de Mario ayant le second rôle et dans ses films (Super Mario Bros. : Peach-Hime Kyushutsu Dai Sakusen!, étant cupide, gourmand et qui adore l'or et dans Super Mario Bros., amoureux de Daisy).
- Il fait aussi une courte apparition dans la série Amada Anime Série : Super Mario Bros. dans l'épisode Snow White où il aide Mario à vaincre Bowser.
- Dans le film d'animation Super Mario Bros. le film (2023), il est doublé par Charlie Day, dans la VO, et par Benoît Du Pac dans la version française.